# Печери Кондани
18°50′23″ пн. ш. 73°23′04″ сх. д. / 18.83972222° пн. ш. 73.38444444° сх. д.
Печери Кондхана розташовані в невеликому селі Кондхана, за 33 км (21 милю) на північ від Лонавали та за 16 км (9,9 миль) на північний захід від печер Карла. Ця група печер налічує 16 буддійських печер. Печери були розкопані в першому столітті до нашої ери. Примітна конструкція на дерев'яному візерунку. Дістатися до печери можна, спустившись із села Rajmachi.
Печера має лише один напис на лицьовій стороні чайти, який дає інформацію про жертводавців.

## Інтернет-ресурси
- Пам'ятки історії